# Günter Werner Schmidt
Günter Werner Helmut Schmidt (Danzig, 24 september 1919 - Antwerpen, 21 juli 1988) was een Duitse U-boot-commandant tijdens de Tweede Wereldoorlog. Hij was commandant van december 1941 tot april 1945 op verschillende Duitse U-Boot-Jäger. Schmidt capituleerde tegenover Major-Generaal Edward M. Almond, bevelhebber van de 92nd US Infantry Division, in Genua (Noord-Italië) op 27 april 1945. Hij werd onderscheiden met het IJzeren Kruis.

## Biografie
Schmidt was de oudste zoon van de Duitse luitenant-generaal Kurt Erich Heinrich Schmidt. Hij behaalde in maart 1938 zijn diploma in de Latijn-Griekse afdeling van het Kaiser Wilhelm Gymnasium in Trier.
Van 4 april tot 20 september 1938 was hij opgeroepen bij de Reichsarbeitsdienst. Op 1 oktober van dat jaar werd hij dienstplichtig bij de Kriegsmarine, die hem bij admiraal Erich Raeder voordroeg als aspirant-officier van de “Crew 38” (marinelichting 1938). Van 1 oktober 1938 tot 27 februari 1939 kreeg hij een basisopleiding als matroos in Stralsund. Zijn training op zee had hij als zeecadet op het schoolschip Gorch Fock (van 29 februari tot 30 juni 1939) en op het linieschip Schlesien (van 1 juli tot 13 oktober 1939).
Op de Schlesien maakte hij met de Duitse inval in Polen van 1 september 1939 het begin van de Tweede Wereldoorlog mee. Vervolgens kwam hij op de marineschool in Flensburg-Mürwik en op de Sperrschule (École des mines et barrages) in Kiel. Op 1 mei 1940 werd Schmidt als “Fähnrich zur See” naar de 11.U-Jagdflotille in Frederikshavn (Denemarken) gedetacheerd. Deze flottielje onderhield ook basishavens in Nederland (Den Helder), Duitsland (Stolpmünde en Memel), Letland (Libau) en Noorwegen (Hammerfest). Chef van de flottielje was Korvettenkapitän d.R. Günther von Selchow.
Op 1 december 1941 kreeg Schmidt (inmiddels 2e luitenant ter zee) in Antwerpen het commando over UJ-1107. Bij de 11.U-Jagdflotille verbleef hij tot 14 april 1943. Vanaf 16 april 1943 behoorde Schmidt als 1e luitenant ter zee tot de 22.U-Jagdflotille in Marseille en was hij achtereenvolgens commandant van UJ-2207, 2209, 2208 en 2211. De UJ's waren korvetten die tot taak hadden konvooien van de Kriegsmarine, de zogenoemde “Geleitzüge”, tegen onderzeeërs van de geallieerden te beschermen.
Nadat maarschalk Pietro Badoglio op 8 september 1943 het wapenstilstandsakkoord tussen het Koninkrijk Italië en de geallieerden had gesloten werd de 22.U-Jagdflotille op bevel van admiraal Karl Dönitz naar de Italiaanse westkust verlegd. Eerst naar Salerno, dan naar Via Reggio en ten slotte naar Genua. De Kriegsmarine legde in de door haar bezette havens beslag op alle Italiaanse oorlogsschepen, zodat Schmidt nu achtereenvolgens commandant werd van de voormalig Italiaanse korvetten Strolaga (UJ-2224), Artemide (UJ-2226) en Persefone (UJ-2227). Dat laatste korvet liet hij op 24 april 1945 om 07.15 uur in de haven van Genua zinken en bracht daarna zijn door partizanen bedreigde bemanning in veiligheid in de Genuese citadel. Tijdens deze manoeuvre (dat te voet van uit de haven door de straten van Genua moest afgelegd worden) sneuvelde onder andere de chef van de flottielje Korvettenkapitän, d.R. Dr. Wachhausen.
Op 27 april 1945 gaf Schmidt (na zijn gesneuvelde chef de dienstoudste officier van de flottielje) de resten van zijn eenheid en zichzelf over aan de inmiddels voor de Genuese citadel aangekomen 92nd US Infantry Division die hen naar het Amerikaanse Prisoner of War Camp 473 in Pisa bracht. Op 24 mei 1945 werd Schmidt overgedragen aan de Britten en belandde hij in het voor officieren van de Kriegsmarine gereserveerde PoW Camp 226 in Altamura bij Bari. In november van dat jaar werd hij naar Duitsland gerepatrieerd.

## Militaire loopbaan
- Matrose: 1 oktober 1938[1]
- Seekadet: 29 februari 1939[1]
- Fähnrich zur See: 29 februari 1940[1]
- Oberfähnrich zur See: 1 oktober 1940[1]
- Leutnant zur See: 1 april 1941[1]
- Oberleutnant zur See: 1 april 1943[1]

## Decoraties
- IJzeren Kruis 1939, 1e klasse op 30 januari 1943 als Leutnant zur See en Commandant UJ 1107, 11. U-Bootsjagdflottille, Kriegsmarine[1]
- IJzeren Kruis 1939, 2e klasse op 30 januari 1942 als Leutnant zur See en Commandant UJ-1103. Eenheid: 11.U-Jagdflotille, Kriegsmarine[1]
- Kriegsabzeichen für Minensuch-, U-Bootsjagd und Sicherungsverbände op 12 december 1940 als Oberfähnrich zur See op UJ – 1106, 11. U-Jagdflotille, Kriegsmarine[1]
- Flottenkriegsabzeichen op 16 oktober 1942 als Leutnant zur See en Commandant UJ 1107, 11 U-Bootsjagdflottille, Kriegsmarine[1]